# Prosper Higiro
Pour les articles homonymes, voir Higiro.
Prosper Higiro, né le 28 janvier 1961 à Nyarubuye (district de Kirehe dans la Province de l’Est), est un homme politique rwandais. Rescapé du génocide, vice-président du Sénat et ancien ministre du Commerce, il fut le candidat du Parti libéral (PL) et l'un des trois seuls opposants lors de l'élection présidentielle rwandaise de 2010 qui confirma dans ses fonctions le président sortant Paul Kagame – que Higiro avait soutenu en 2003.
Son programme privilégiait notamment la sortie de l'agriculture de subsistance au profit d'une industrie agroalimentaire. Il plaidait également en faveur de la limitation à trois du nombre d'enfants par famille. Lors du scrutin, Prosper Higiro recueillit 68 235 voix, soit 1,37 %.